# Szymany (obwód grodzieński)
Szymany (biał. Сіманы, Simany; ros. Симоны, Simony) – wieś na Białorusi, w obwodzie grodzieńskim, w rejonie lidzkim, w sielsowiecie Honczary, przy drodze magistralnej M11.

## Historia
W dwudziestoleciu międzywojennym leżały w Polsce, w województwie nowogródzkim, w powiecie lidzkim, w gminie Bielica. W 1921 miejscowość liczyła 46 mieszkańców, zamieszkałych w 11 budynkach, w tym 34 Polaków, 7 Białorusinów i 5 osób innej narodowości. 43 mieszkańców było wyznania rzymskokatolickiego i 3 prawosławnego.
Po II wojnie światowej w granicach Związku Sowieckiego. Od 1991 w niepodległej Białorusi.